# Chiesa di Santa Maria de Is Acquas
La chiesa di Santa Maria de Is Acquas è una chiesa campestre situata in territorio di Sardara, centro abitato della Sardegna sud-occidentale. Consacrata al culto cattolico, fa parte della chiesa parrocchiale della Beata Vergine Assunta, diocesi di Ales-Terralba.

La chiesa, chiamata popolarmente anche Santa Mariàcuas (Madonna delle Acque) patrona della diocesi di Ales-Terralba, è ubicata nella zona delle terme ed è da sempre meta di pellegrinaggi. Al suo interno custodisce una statua della Madonna, realizzata in epoca spagnola e databile tra la fine del Cinquecento e l'inizio del Seicento.

## Bibliografia

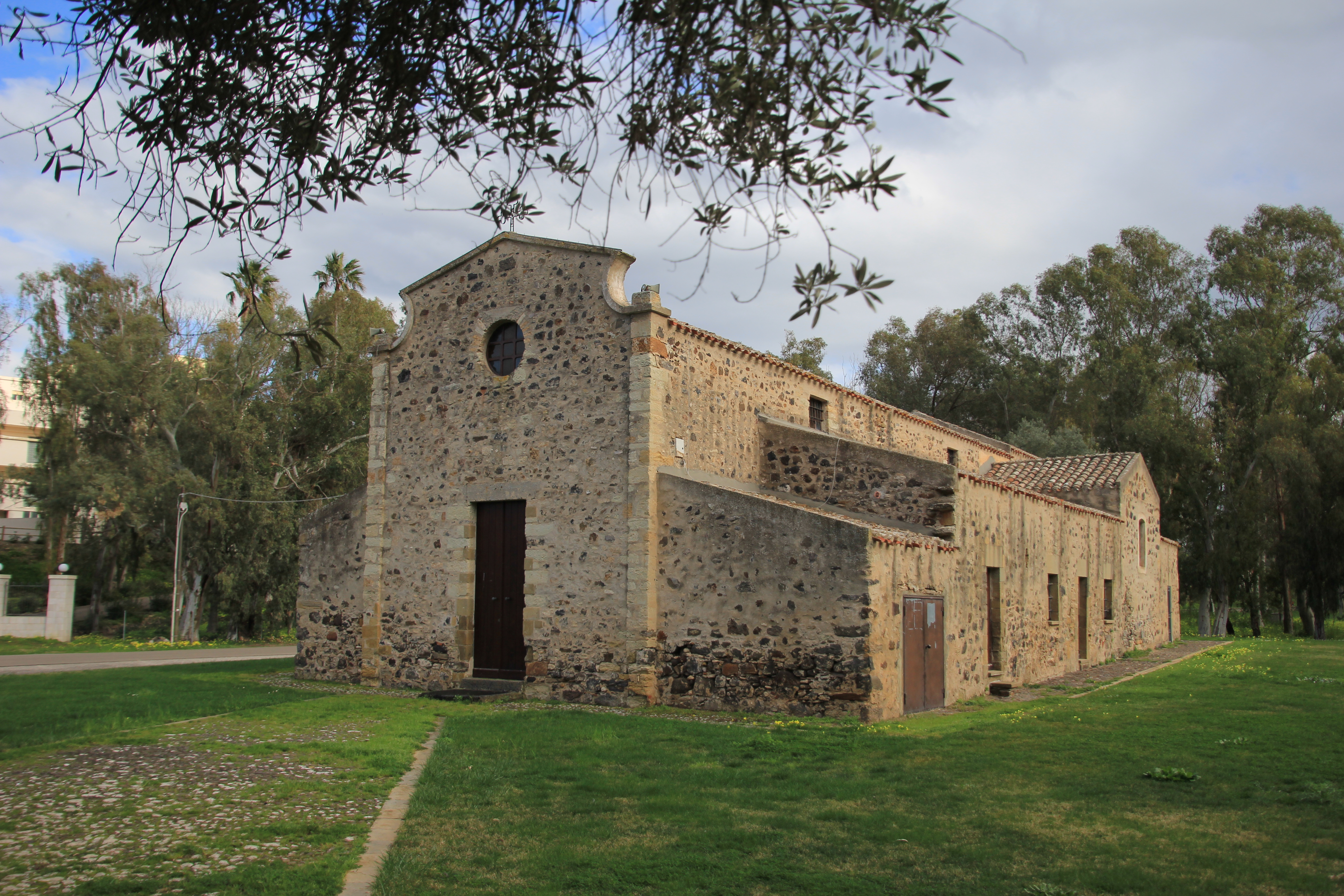
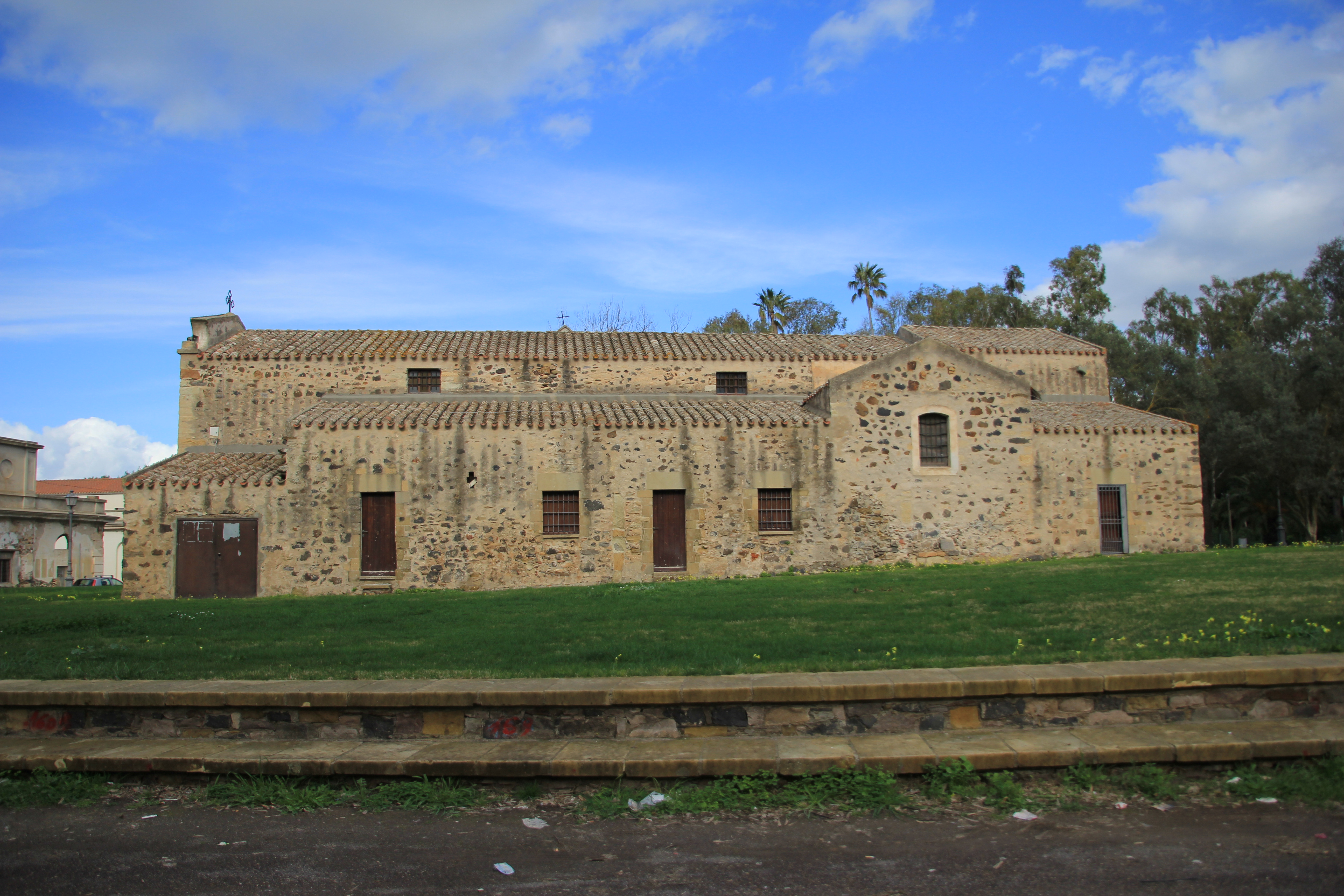
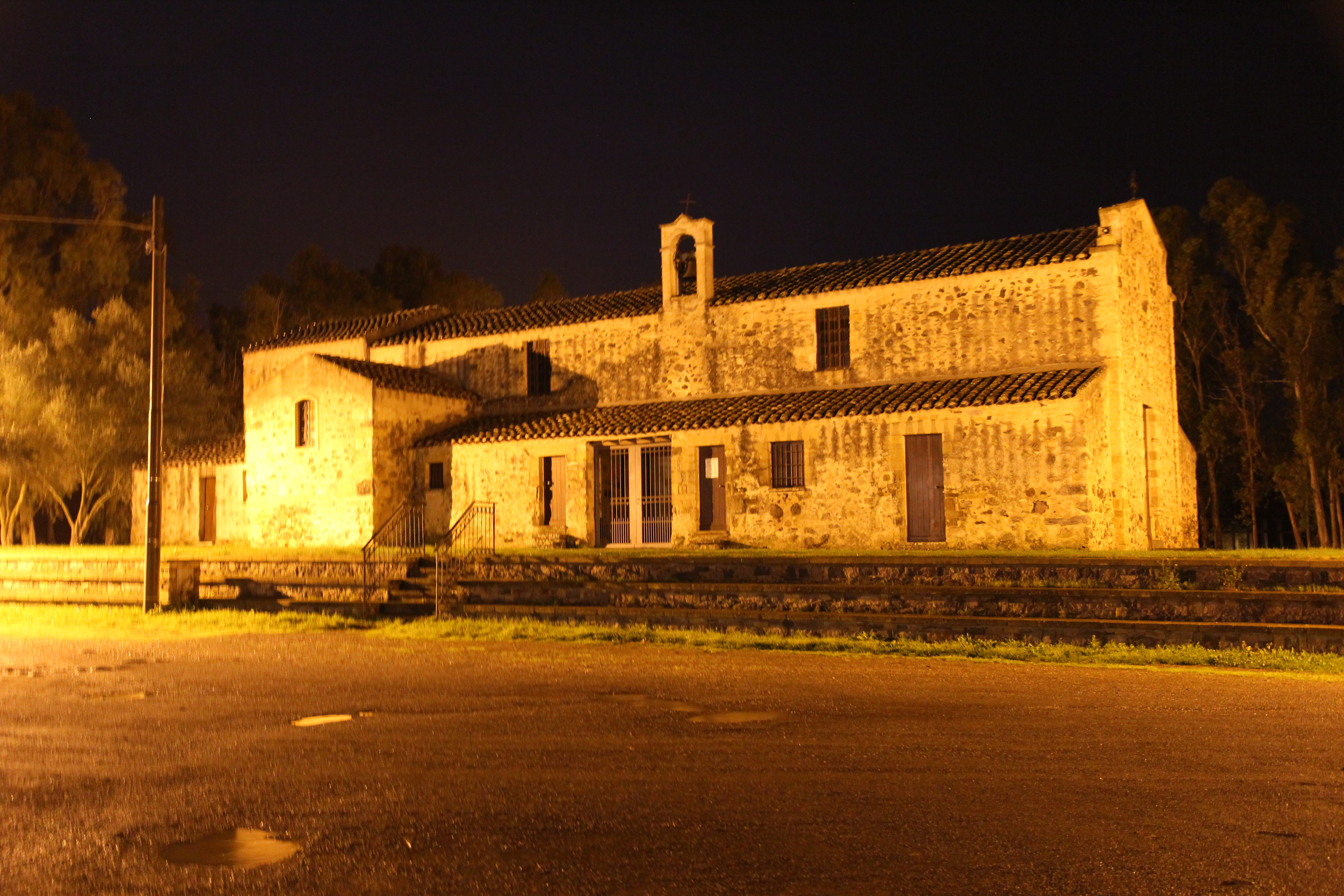